# Голяма майна
Голямата майна (Acridotheres grandis) е вид птица от семейство Скорецови (Sturnidae). Видът е незастрашен от изчезване.

## Разпространение
Разпространен е в Бангладеш, Бутан, Камбоджа, Китай, Индия, Лаос, Мианмар и Тайланд, Виетнам.